# Уго Каппеллаччі
Уго Каппеллаччі (італ. Ugo Cappellacci; нар. 27 листопада 1960, Кальярі) — італійський політик, президент Сардинії (лютого 2009 — березень 2014).

## Біографія
Народився 27 листопада 1960 року у місті Кальярі, регіон Сардинія, Італія. Одружений, має трьох дітей.
Закінчив факультет Економіки і Комерції в Університеті Кальярі з відзнакою
У лютому 2009 році був обраний Президентом регіону Сардинії.

### Бізнесмен
Упродовж 2001 — 2003 років був Президентом Sardinia Gold Mining.

### Політик
У січні 2008 році  призначений координатором партії Forza Italia  провінції Кальярі, а у серпні цього ж року регіональним координатором партії Forza Italia на Сардинії.
У лютому 2009 році обраний Президентом регіону Сардинії (51,88% голосів).
У 2018 році обраний до Палати депутатів  від партії Forza Italia.
З 2018 року є Координатором депутатської групи міжпарламентських зв’язків з Україною.